# 吳光忠
吳光忠，中國清朝武官，廣東人。

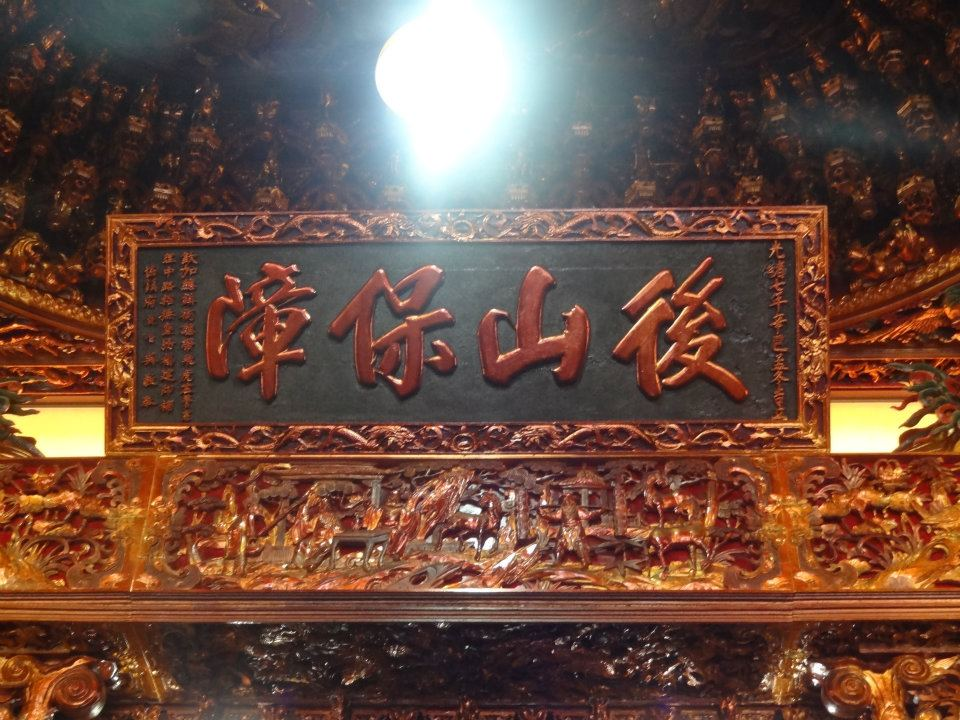
後山保障匾

吳光忠（？—？）為1875年（光緒元年）開闢臺灣後山中路段南澳鎮總兵吳光亮之弟，曾於1881年（光緒七年）出任飛虎左營總帶兼中路招撫墾務，贈「後山保障」匾額予玉里協天宮。
1892年（光緒18年）奉旨接替林福喜，於台灣地區擔任台灣北路協副將。而隸屬台灣鎮之下的此官職是台灣清治時期中的這階段，台南以北之台灣中南部及北部的駐地最高武官將領。